# Зелёное (Генический район)
Зелёное (укр. Зелене) — село в Новотроицкой поселковой общине Генического района Херсонской области Украины.
Население по переписи 2001 года составляло 504 человека. Почтовый индекс — 75334. Телефонный код — 5548. Код КОАТУУ — 6524481801.

## Местный совет
75334, Херсонская обл., Генический р-н, с. Зелёное, ул. Зелёная, 53